# Клара Ярункова
Клара Ярункова (на словашки: Klára Jarunková) е словашка журналистка и писателка на произведения в жанра детска литература.

## Биография и творчество
Клара Ярункова е родена на 28 април 1922 г. в Червена скала, Ниски Татри, Чехословакия, в семейство на пощенски служител. Има четири братя и сестри. Начално образование получава в родния си град, Подбрезова и Брезно. Завършва през 1940 г. девическата гимназия в Банска Бистрица. Работи като учителка в Коритарки. В периода 1943-1946 г. учи словашка филология и философия в Университета Комениус в Братислава, но не завършва. Едновременно работи в кметството на Братислава до 1947 г. В периода 1953-1954 г. работи в Чехословашкото радио, а след това към хумористичното списание „Рохач“, където се пенсионира през 1984 г.
Първата ѝ публикувана книга през 1961 г. е сборникът „Геройски бележник“ с хумористични разкази за студентския живот.
Става известна с романа си „Едничко дете“ от 1963 г. представящ историята на едно петнадесетгодишно момиче.
Книгата ѝ „Братът на мълчаливия вълк“ от 1967 г. става част от златния фонд на световната литература за деца и юноши.
Произведенията на писателката са преведени в над 40 езика по света.
През 1980 г. получава званието „заслужил творец“. Със заповед на председателя на Словашката република на 1 септември 2004 г. е удостоена с Орден „Людовит Щур“, първа степен.
Клара Ярункова умира след тежко боледуване на 11 юли 2005 г. в Братислава.

## Произведения
- Hrdinský zápisník, príbehy školákov (1960)
Геройски бележник, изд.: „Народна младеж“, София (1963), прев. Катя Витанова
- Čierna hodinka plná divov a fantázie (1961)
- Deti slnka (1962)
- Jediná (1963)
Едничко дете, изд.: ИК „Отечество“, София (1985), прев. Невена Захариева
- Zlatá sieť (1963)
- O jazýčku, ktorý nechcel hovoriť, rozprávky o prváčikoch (1964)
- Brat mlčanlivého Vlka (1967)
Братът на мълчаливия вълк, изд.: ИК „Отечество“, София (1977), прев. Панайот Спиров
- Pomstiteľ, novela (1968)
- Pár krokov po Brazílii, cestopis (1972)
- Tulák (1974)
- O psovi, ktorý mal chlapca, rozprávky pre najmenších (1974)
Кученцето, което си имаше момченце, изд.: „Български художник“, София (1990), прев. Емилия Стаматова
- Tiché búrky, román plný zážitkov z jej detstva (1977)
Тихи бури, изд.: „Народна младеж“, София (1981), прев. Невена Захариева
- O Tomášovi, ktorý sa nebál tmy- (1978)
- Horehronský talizman, pamäti jej otca Júliusa Chudíka (1978)
- Stretnutie s nezvestným (1978)
- Čierny slnovrat, román z obdobia SNP (1979)
- Obrázky z ostrova (1979)
- Kde bolo, tam bolo, texty k obrázkovej knižke Dany Zacharovej (1980)
- O vtáčikovi, ktorý vedel tajomstvo (1983)
- O dievčatku, ktoré šlo hľadať rozprávku (1984)
Момиченцето, което отиде да търси приказка, изд.: „Младе лета“, Братислава (1988), прев. Невена Захариева
- Rozprávky (1986)
- Dedko a vlk (1989)
- Nízka oblačnosť (1993)